# Arpsdorf
Arpsdorf ist eine Gemeinde im Kreis Rendsburg-Eckernförde in Schleswig-Holstein. Außer Arpsdorf liegt auch noch die Siedlung Bahnhofstraße im Gemeindegebiet.

## Geografie und Verkehr
Arpsdorf liegt am Rande des Naturparks Aukrug etwa 8 km südwestlich von Neumünster an der Stör. Östlich verläuft die Bundesautobahn 7 von Hamburg nach Flensburg, nördlich die Bundesstraße 430 von Neumünster in Richtung Meldorf.
Arpsdorf liegt an der Bahnstrecke Hamburg-Altona–Kiel. Der dortige Bahnhof wurde inzwischen aufgelöst.
Auf dem sogenannten Ohlenkamp (westliches Gemeindegebiet, Richtung Willenscharen) wurde der erste offizielle Klimawald im Frühjahr 2012 durch die Stiftung Klimawald angelegt.

## Geschichte
Der Ort wurde 1199 erstmals als Erpesthorp erwähnt. Über die Stör wurden Waren verschifft, die in Arpsdorf auf Pferdegespanne umgeladen wurden.

## Politik

### Gemeindevertretung
Von den neun Sitzen in der Gemeindevertretung hat die Wählergemeinschaft AAWG seit der Kommunalwahl im Mai 2023 fünf Sitze, die Wählergemeinschaft KWG vier Sitze inne.

### Wappen
Blasonierung: „Von Grün und Silber gespalten. In vertauschten Farben oben - die Spaltungslinie überdeckend - die Giebelfront eines bäuerlichen Fachwerkhauses mit verbrettertem Giebel, unten unter einem Wellenbalken zwei auswärts gewendete Eichenblätter.“

## Wirtschaft
Das Gemeindegebiet ist überwiegend landwirtschaftlich geprägt. Am Westrand von Arpsdorf befinden sich die Sendemasten vom DLF-Sender Neumünster.